# 中德文 (英國國會選區)
中德文（英語：Central  Devon），英國國會一郡選區，包括英格蘭西南部德文郡中部，包括中德文區、西德文區、東德文區和廷布里奇區一部。
始設於2010年。2010年大選中保守黨的梅爾·斯特里德以51.5%選票勝出該區首次當選。